# Аудру (волость)
А́удру (ест. Audru vald) — волость в Естонії, адміністративна одиниця повіту Пярнумаа.

## Географічні дані
Площа волості — 389 км², чисельність населення на 1 січня 2015 року становила 5658 осіб.

## Населені пункти
Адміністративний центр — селище Аудру (ест. Audru alevik).
На території волості також розташовані:
містечко Лавассааре (ест. Lavassaare alev)
та 25 сіл (ест. küla):
Агасте (Ahaste), Арувялья (Aruvälja), Валґеранна (Valgeranna), Еассалу (Eassalu), Йиипре (Jõõpre), Кабрісте (Kabriste), Кіглепа (Kihlepa), Кийма (Kõima), Кярбу (Kärbu), Лемметса (Lemmetsa), Лійва (Liiva), Лінді (Lindi), Ліу (Liu), Малда (Malda), Маркса (Marksa), Оара (Oara), Папсааре (Papsaare), Пигара (Põhara), Пилдеотса (Põldeotsa), Рідалепа (Ridalepa), Саарі (Saari), Саулепа (Saulepa), Соева (Soeva), Соомра (Soomra), Туурасте (Tuuraste).

## Історія
19 квітня 1992 року Аудруська сільська рада була перетворена на волость.
26 жовтня 2013 року волость  Лавассааре (ест. Lavassaare vald) була скасована, а її територія приєднана до волості Аудру.